# Senna huilana
Senna huilana är en ärtväxtart som först beskrevs av Nathaniel Lord Britton och Ellsworth Paine Killip, och fick sitt nu gällande namn av Howard Samuel Irwin och Rupert Charles Barneby. Senna huilana ingår i släktet sennor, och familjen ärtväxter. Inga underarter finns listade i Catalogue of Life.